# Síndrome de Bartter
El Síndrome de Bartter es un defecto genético raro que afecta la fisiología de la porción gruesa del asa ascendente de Henle en el riñón. Se caracteriza por presentar hipokalemia (disminución de potasio en sangre), alcalosis metabólica y presión arterial normal o baja. Hay dos tipos diferentes de síndrome de Bartter: neonatal y clásico. El síndrome de Gitelman es una patología muy relacionada con este síndrome.
Toma su nombre del  Frederic Bartter, quien, junto con el Dr. Pacita Pronove, describió por primera vez la enfermedad en 1960.

## Características
En el 90% de los casos, el Síndrome de Bartter neonatal aparece entre las semanas 24 y 32 de gestación, manifestándose como polihidramnios. Tras el nacimiento, presenta polidipsia y poliuria. Si no se recibe el aporte líquido necesario puede aparecer deshidratación muy grave. Aproximadamente el 85% de los niños afectos presentan hipercalciuria y nefrocalcinosis, que puede derivar en litiasis renal. En raras ocasiones puede progresar a insuficiencia renal.
Los pacientes con síndrome de Bartter clásico también pueden presentar síntomas en los dos primeros años de vida, aunque habitualmente son diagnosticados en la edad escolar o incluso más tarde. Al igual que en el síndrome neonatal, los pacientes también presentan poliuria, polidipsia y tendencia a la deshidratación, pero una excreción renal de calcio normal o muy poco aumentada sin tendencia a la aparición de cálculos renales. Estos pacientes también tienen tendencia a sufrir vómitos y retraso en el crecimiento. La función renal es normal si la enfermedad se trata, pero ocasionalmente puede derivar en estadios avanzados de insuficiencia renal.
El síndrome de Bartter consiste en hipopotasemia y alcalosis metabólica con una tensión arterial normal o baja, con renina y aldosterona elevadas. Probablemente existen numerosas causas. Los marcadores diagnósticos incluyen niveles altos de potasio y cloro en orina a pesar de los niveles bajos en suero, renina elevada en sangre, hiperplasia del aparato yuxtaglomerular en la biopsia y exclusión de abuso de diuréticos. Habitualmente se encuentra un exceso de producción de prostaglandinas renales.

## Diagnóstico
Los pacientes con síndrome de Bartter presentan síntomas similares a aquellos pacientes que toman diuréticos de asa, como la furosemida.
Los hallazgos clínicos del síndrome de Bartter son hipopotasemia, alcalosis metabólica y presión arterial normal o baja. Estos hallazgos también pueden ser causados por:
- Vómitos crónicos: Estos pacientes también pueden tener niveles urinarios de cloro bajos.
- Abuso de medicación diurética: Antes de hacer el diagnóstico debe excluirse el uso de diuréticos como causa del cuadro clínico.
- Deficiencia de magnesio y calcio: estos pacientes también tendrán niveles de calcio y magnesio en orina.

Los pacientes con síndrome de Bartter también pueden tener niveles de renina y aldosterona elevados.
El síndrome de Bartter prenatal puede asociarse con polihidramnios.

### Diagnóstico diferencial
- Abuso de diuréticos[4]
- Vómitos cíclicos
- Síndrome de hiperprostaglandina E
- Hipomagnesemia familiar con hipercalciuria/nefrocalcinosis
- Estenosis pilórica
- Síndrome de Gitelman
- Fibrosis quística
- Síndrome de Gullner : alcalosis hipocalémica familiar con tubulopatía proximal
- Exceso de mineralocorticoides
- Mutaciones activadoras del receptor sensor de calcio CaSR
- Hipomagnesemia
- Diarrea congénita por cloruro
- Alcalosis hipoclorémica
- Hipopotasemia

## Fisiopatología
El síndrome de Bartter es causado por mutaciones de genes que codifican proteínas que transportan iones a través de las células renales de la porción gruesa del asa ascendente del asa de Henle de la nefrona.
Los síndromes de Gitelman y Bartter pueden dividirse en diferentes subtipos basándonos en los genes implicados
| Tipos de síndrome de Bartter : - El tipo I resulta de mutaciones en el gen cotransportador de cloruro de sodio/cloruro de potasio (NKCC2) - El tipo II resulta de mutaciones en el gen ROMK - El tipo III resulta de mutaciones en el gen del canal de cloruro (CLC-Kb) - El tipo IV resulta de mutaciones de pérdida de función en el gen que codifica la bartina - El tipo V resulta de mutaciones en el receptor sensor de iones de calcio extracelular y en los genes que codifican las subunidades del canal de cloruro, ClC-Ka y ClC-Kb |

| Nombre                                                           | Tipo de Bartter | Mutaciones asociadas | Defecto                                                |
| Síndrome de Bartter neonatal                                     | tipo 1          | SLC12A1 (NKCC2)      | Cotransportador Na-K-2Cl                               |
| Síndrome de Bartter neonatal                                     | tipo 2          | ROMK                 | Canal de K+ de la porción gruesa de la rama ascendente |
| Síndrome de Bartter clásico                                      | tipo 3          | CLCNKB               | Canal de Cl-                                           |
| Síndrome de Bartter con sordera neurosensorial                   | tipo 4          | BSND                 | Subunidad accesoria del canal de Cl-                   |
| Síndrome de Bartter asociado a hipocalcemia autosómica dominante | tipo 5          | CASR                 | Mutación activadora del receptor sensor de Ca2+        |
| Síndrome de Gitelman                                             | -               | SLC12A3 (NCC)        | Cotransportador Na+/Cl-                                |

## Tratamiento
Los pacientes deben llevar a cabo una dieta con altos niveles de sodio y potasio. También puede ser necesario el uso de suplementos de potasio, o el uso de espironolactona para disminuir su pérdida urinaria.
También se pueden utilizar AINEs, que son particularmente útiles en pacientes con síndrome de Bartter neonatal.
También pueden utilizarse los IECAs.

## Pronóstico
La escasa información pronóstica disponible sugiere que el diagnóstico precoz y el tratamiento adecuado en recién nacidos y niños con síndrome de Bartter clásico puede mejorar su crecimiento y desarrollo neurológico e intelectual. Por otra parte, la hipopotasemia sostenida e hiperreninemia pueden causar nefritis tubulointersticial progresiva, produciendo al cabo del tiempo un fallo renal. Con tratamiento precoz de los desequilibrios hidroelectrolíticos el pronóstico de los pacientes con síndrome de Bartter clásico es bueno.